# Marcello Bertinetti
Pour les articles homonymes, voir Bertinetti.
Marcello Bertinetti (né le 26 avril 1885 à Verceil au Piémont et mort le 31 juillet 1967 dans la même ville), est un escrimeur (ayant pour armes l'épée et le sabre) ainsi qu'un footballeur italien. 
Il est le père de Franco Bertinetti, pratiquant lui aussi l'escrime.

## Carrière
Fondateur de la section de football de l'US Pro Vercelli, il fait partie de l'équipe championne d'Italie en 1908. Il a ensuite joué avec le club de la Juventus.
Pratiquant aussi l'escrime, il participe aux Jeux olympiques d'été de 1908 à Londres où il remporte une médaille d'argent dans l'épreuve de sabre par équipes. Il termine aussi quatrième de l'épreuve d'épée par équipes alors qu'il ne parvient pas à sortir des tours qualificatifs dans les épreuves individuelles d'épée et de sabre. 
Entre 1911 et 1922, il suspend sa carrière sportive pour devenir médecin en Libye. 
Aux Jeux olympiques d'été de 1924 à Paris, il est sacré champion olympique en sabre par équipes et médaillé de bronze en épée par équipes. Il remporte sa dernière médaille olympique en 1928 à Amsterdam en se classant premier de l'épreuve d'épée par équipes. Il est aussi médaillé de bronze aux Mondiaux d'escrime en 1929 dans l'épreuve individuelle d'épée.

## Palmarès

### Football
Pro Vercelli
- Championnat d'Italie (1) :
  - Champion : 1908.

### Escrime
- Médaille d'or aux Jeux olympiques d'été de 1924 dans l'épreuve de sabre par équipes[2].
- Médaille d'or aux Jeux olympiques d'été de 1928 dans l'épreuve d'épée par équipes[2].
- Médaille d'argent aux Jeux olympiques d'été de 1908 dans l'épreuve de sabre par équipes[2].
- Médaille de bronze aux Jeux olympiques d'été de 1924 dans l'épreuve d'épée par équipes[2].
- Médaille de bronze aux Championnats du monde d'escrime de 1929 dans l'épreuve individuelle d'épée[3].